# Mechthild Rawert

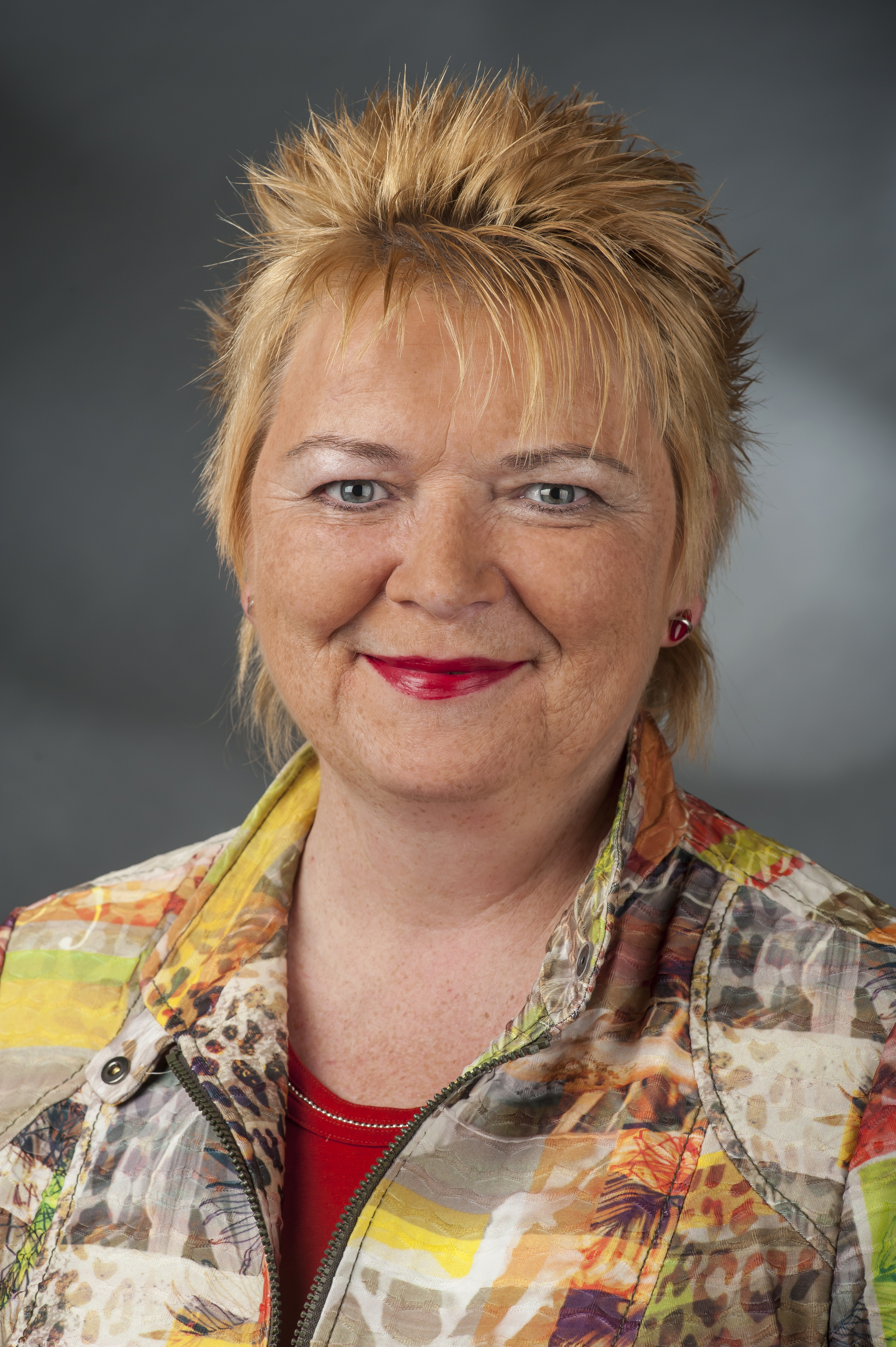
Mechthild Rawert (2014)

Mechthild Rawert (* 3. November 1957 in Coesfeld) ist eine deutsche Politikerin (SPD) und Diplom-Pädagogin. Sie war von 2005 bis 2017 und von 2020 bis 2021 Mitglied des Deutschen Bundestages.

## Leben und Beruf
Mechthild Rawert absolvierte von 1976 bis 1980 ein Studium der Sozialpädagogik an der Katholischen Fachhochschule Nordrhein-Westfalen in Münster, welches sie als Diplom-Sozialpädagogin (FH) beendete. Nach Ableistung des Anerkennungsjahres in Berlin erlangte sie 1982 den Abschluss als staatlich anerkannte Sozialpädagogin. Schon 1981 hatte sie ein Studium der Erwachsenenbildung an der Freien Universität Berlin begonnen, das sie 1986 als Diplom-Pädagogin beendete. Nachdem sie bereits ab 1985 als pädagogische Mitarbeiterin im „Haus am Rupenhorn“ in Berlin gearbeitet hatte, wurde Mechthild Rawert 1986 Geschäftsführerin beim Sozialdienst katholischer Frauen in Berlin. 1991 wechselte sie zur BBJ Consult und 1996 zur „zukunft im zentrum“ Servicegesellschaft für Beschäftigungs- und Qualifizierungsberatung. Von März 2004 bis Oktober 2005 war sie Zentrale Frauenbeauftragte der Charité Universitätsmedizin Berlin. 
Mechthild Rawert gehört der römisch-katholischen Kirche an. Sie ist Vorsitzende des Berliner Frauenbunds 1945 e. V.

## Partei
Mechthild Rawert trat 1987 in die SPD ein. Sie ist Mitglied im Landesvorstand der SPD in Berlin.
Mechthild Rawert war außerdem von 2000 bis 2007 Landesvorsitzende der Arbeitsgemeinschaft sozialdemokratischer Frauen in Berlin.

## Abgeordnete
Von 2005 bis 2017 war sie erstmals Mitglied des Deutschen Bundestages und war hier Sprecherin der Landesgruppe Berlin in der SPD-Bundestagsfraktion. Im Bundestag war sie Mitglied des Ausschusses für Gesundheit. Ab 2014 war sie für den Deutschen Bundestag Mitglied der parlamentarischen Versammlung des Europarates in Straßburg sowie stellvertretendes Mitglied im Ausschuss für Ernährung und Landwirtschaft.
2005 ist Mechthild Rawert als direkt gewählte Abgeordnete des Wahlkreises Berlin-Tempelhof – Schöneberg mit 34,2 % der Erststimmen in den Bundestag gewählt worden. Bei den Bundestagswahlen 2009 und 2013 zog sie über die Berliner Landesliste der SPD in den Bundestag ein.
Bei der Bundestagswahl 2017 konnte sie sich erneut nicht in ihrem Wahlkreis durchsetzen und auf Grund des schlechten Ergebnisses der SPD reichte diesmal ihr Listenplatz nicht aus, so dass sie aus dem Bundestag ausschied.
Am 26. Mai 2020 rückte sie für die zur Wehrbeauftragten des Deutschen Bundestages gewählte Abgeordnete Eva Högl nach und kehrte somit als Abgeordnete in den Bundestag zurück.
Im 19. Deutschen Bundestag ist Rawert ordentliches Mitglied im Ausschuss für Recht und Verbraucherschutz, sowie im Unterausschuss Europarecht.
Zur Bundestagswahl 2021 trat sie nicht mehr an und schied somit aus dem Bundestag aus.